# Lancia Delta (1993)
Pour les articles homonymes, voir Lancia Delta.
La Lancia Delta lancée en 1993, dite de deuxième génération, est la remplaçante de la célèbre Lancia Delta fabriquée par le constructeur italien Lancia entre 1979 et 1993.
Elle a été produite de 1993 à 2000. Construite sur la plate-forme commune générique de la Fiat Tipo, elle n'a pas connu l'énorme succès de sa devancière, dont le véritable essor commercial était assuré par les victoires et le formidable palmarès en rallye.
Lancia s'était en effet retiré des compétitions en raison de la politique du groupe qui, après l'acquisition de la marque Alfa Romeo n'a plus jugé indispensable de financer deux autres équipes (Lancia et Abarth) engagées dans le sport automobile.
La Delta II fut aussi pénalisée sur le marché italien en raison d'une faute stratégique de vente qui voulait que la version de base équipée du moteur 1,4 litre ne soit commercialisée que sur les marchés d'exportation alors que la demande en Italie portait sur cette cylindrée pour des raisons de fiscalité. De plus les Italiens ne furent jamais vraiment séduits par la ligne de la voiture et voyaient en elle une simple évolution de l'ancienne AlfaSud.
La Lancia Delta II sera commercialisée au début, en 1993 en version 5 portes et seulement deux ans plus tard en 3 portes appelée Delta HPE.
La Fiat Tipo, à qui elle empruntait sa plate-forme et ses moteurs, avait été lancée en 1988 et la Lancia Dedra, la variante classique à coffre en 1989. Peu après la présentation de la Delta II, le groupe Fiat lancera l'Alfa Romeo 145 en 1994, l'Alfa Romeo 146 en 1995 et les Fiat Bravo/Brava en 1996. Ces modèles utilisaient tous les mêmes bases mécaniques et plate-forme. Certains ont bénéficié d'une caisse rigidifiée pour des questions de carrosserie, une géométrie des suspensions améliorée et enfin des moteurs plus modernes comme les multi-soupapes sur les Bravo/Brava, mais surtout de dessins de carrosserie plus modernes.
Avec le premier restylage de 1996, les motorisations seront revues. Les moteurs à 16 soupapes Fiat 1.6 et 1.8 passeront de 75 à 103 ch pour le 1.6 et de 105 à 131 ch pour le 1.8.
La production de la Delta II sera arrêtée en 2000, à peine deux ans après le dernier restylage, lors du lancement de la Lancia Lybra qui allait la remplacer. En fait la Delta n'eut pas de successeur réel car la Lybra remplaçait la Lancia Dedra, berline classique avec coffre.
Les motorisations de la dernière série étaient : 1.6 16v, 1.8 16v, 1.9 TD et 2.0 16v Turbo essence.

## Motorisations
| Cylindrée | Type moteur                            | Puissance             | Dates       |
| --------- | -------------------------------------- | --------------------- | ----------- |
| 1 581 cm3 | 4 cylindres en ligne essence           | 76 ch à 6 000 tr/min  | 1993 - 1996 |
| 1 581 cm3 | 4 cylindres en ligne essence           | 103 ch à 5 750 tr/min | 1996 - 1999 |
| 1 756 cm3 | 4 cylindres en ligne essence           | 105 ch à 6 000 tr/min | 1993 - 1996 |
| 1 747 cm3 | 4 cylindres en ligne essence 16v       | 131 ch à 6 300 tr/min | 1996 - 1999 |
| 1 995 cm3 | 4 cylindres en ligne essence 16v       | 139 ch à 6 000 tr/min | 1993 - 1996 |
| 1 995 cm3 | 4 cylindres en ligne essence Turbo 16v | 186 ch à 5 500 tr/min | 1993 - 1998 |
| 1 929 cm3 | 4 cylindres en ligne turbodiesel       | 90 ch à 4 100 tr/min  |             |